# کاردول (میزوری)
کاردول (به انگلیسی: Cardwell) یک شهر در ایالات متحده آمریکا است که در شهرستان دانکلین، میزوری واقع شده‌است. کاردول ۱٫۶۳ کیلومتر مربع مساحت و ۷۱۳ نفر جمعیت دارد و ۷۵ متر بالاتر از سطح دریا قرار دارد.